# Pretty Sally
Pretty Sally är ett berg i Australien. Det ligger i regionen Mitchell och delstaten Victoria, omkring 48 kilometer norr om delstatshuvudstaden Melbourne. Toppen på Pretty Sally är 530 meter över havet, eller 161 meter över den omgivande terrängen. Bredden vid basen är 13,4 km.
Närmaste större samhälle är Kilmore, nära Pretty Sally. 
Trakten runt Pretty Sally består till största delen av jordbruksmark. Runt Pretty Sally är det glesbefolkat, med 18 invånare per kvadratkilometer. Genomsnittlig årsnederbörd är 1 167 millimeter. Den regnigaste månaden är juli, med i genomsnitt 136 mm nederbörd, och den torraste är januari, med 46 mm nederbörd.